# Strumigenys ettillax
Strumigenys ettillax är en myrart som beskrevs av Bolton 1983. Strumigenys ettillax ingår i släktet Strumigenys och familjen myror. Inga underarter finns listade i Catalogue of Life.